# Kaur

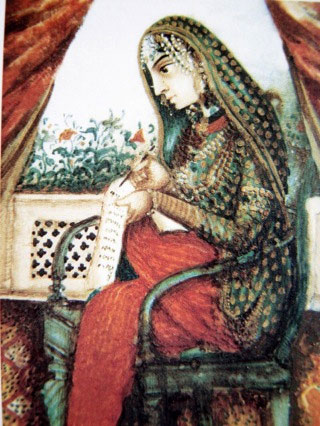
Marani Chand Kaur (1802-1842), imperatriz sique.

Kaur (em panjabi:  ਕੌਰ) no siquismo (significado: "Princesa") é o último sobrenome obrigatório para todas as mulheres siques iniciadas. Entretanto, é frequentemente usado como nome do meio, ainda que seu uso devesse ser considerado como último nome.

## História
Kaur é um nome usado pelas mulheres siques como último sobrenome, considerado por vezes como sobrenome. O décimo guru sique, Guru Gobind Singh, fez com que "Kaur" se tornasse nome de uso obrigatório para as mulheres siques, juntamente com o uso de "Singh" para os homens, quando administrou a Amrit Sanskar (iniciação) para os homens e as mulheres siques. A todas as mulheres siques foi pedido que usassem o nome Kaur após o prenome e aos homens, o nome Singh: como 'Kaur' significa "príncipe", o nome funciona como símbolo de igualdade entre homens e mulheres. A instituição deste costume confirmou a igualdade de gêneros, tradição iniciada pelo primeiro guru e fundador do siquismo, Guru Nanak, dando às mulheres um sentido de autorrespeito. Não obstante, "Singh" também é usado por algumas mulheres em função de esse ser um sobrenome, o mais usado pelos siques.
O sentido de igualdade concedido pelo uso de Kaur foi pretendido para reduzir o preconceito criado pela estratificação usada pela sociedade de castas, que atribui determinados sobrenomes a cada grupo. Esse tipo de preconceito era muito forte durante o período do Guru Gobind Singh, entre o final do século XVII e o início do século XVIII. Isto afetou particularmente mulheres que se esperava quem tomassem o nome de família do marido com o casamento.
Os princípios da fé sique consideram que homens e mulheres sejam completamente iguais. Assim, uma mulher é uma princesa é pode conduzir sua própria vida enquanto indivídua, da mesma forma que os homens. Ela não precisa de um título masculino para erguer seu próprio status. A respeito dessa questão, versos compostos pelo Guru Nanak e inscritos no eterno guru e texto sagrado sique, Guru Granth Sahib, dizem o seguinte:
| Punjabi | Transliteração | Tradução em português |
| --- | --- | --- |
| ਭੰਡਿ ਜੰਮੀਐ ਭੰਡਿ ਨਿੰਮੀਐ ਭੰਡਿ ਮੰਗਣੁ ਵੀਆਹੁ ॥ ਭੰਡਹੁ ਹੋਵੈ ਦੋਸਤੀ ਭੰਡਹੁ ਚਲੈ ਰਾਹੁ ॥ ਭੰਡੁ ਮੁਆ ਭੰਡੁ ਭਾਲੀਐ ਭੰਡਿ ਹੋਵੈ ਬੰਧਾਨੁ ॥ ਸੋ ਕਿਉ ਮੰਦਾ ਆਖੀਐ ਜਿਤੁ ਜੰਮਹਿ ਰਾਜਾਨ ॥ ਭੰਡਹੁ ਹੀ ਭੰਡੁ ਊਪਜੈ ਭੰਡੈ ਬਾਝੁ ਨ ਕੋਇ ॥ | Bẖand jammī▫ai bẖand nimmī▫ai bẖand mangaṇ vī▫āhu. Bẖand mu▫ā bẖand bẖālī▫ai bẖand hovai banḏẖān. So ki▫o manḏā ākẖī▫ai jiṯ jamėh rājān. Bẖandahu hī bẖand ūpjai bẖandai bājẖ na ko▫e. | Da mulher, nasce o homem; dentro da mulher, o homem é concebido; com a mulher ele se liga e se casa. A mulher torna-se amiga dele; através da mulher, vêm as futuras gerações. Quando sua mulher morre, ele procura outra mulher; à mulher ele está ligado. Porque então chamá-la de inferior? Dela, reis nascem. Da mulher, a mulher nasce; sem a mulher, não haveria ninguém. |

Também, o Gurbani (o texto do Guru Granth Sahib) dirige-se a cada indivíduo (independentemente de gênero) como mulher. E combinando-se isto com o excerto acima do Guru Granth Sahib  conclui-se que o status temporal da mulher é mais alto que o do homem e eles sejam iguais apenas espiritualmente.

## Questões imigratórias: sobrenome comum
Um grupo de aproximadamente um milhão de siques que vivem no exterior, em países do Ocidente, têm apenas Singh ou Kaur como seus sobrenomes. Isso causou problemas legais em procedimentos imigratórios, especialmente no Canadá, na missão diplomática do país na capital indiana, Nova Déli por vários anos, declarando em cartas dirigidas aos solicitantes siques que "os nomes Kaur e Singh não se qualificam para o propósito de imigração para o Canadá." Pessoas com esses sobrenomes comuns aos siques tiveram de alterá-los antes de se mudar para o Canadá. Isto causou dificuldades emocionais, legais e financeiras aos pretendentes siques na Índia que tiveram de se submeter às determinações, passando por modificações custosas e demoradas do nome por temores de rejeição da solicitação de imigração para o Canadá pudessem ser rejeitados sem isso. Quando a mídia deu divulgação ao fato e teve lugar uma enxurrada de reclamações de siques, o departamento de imigração e cidadania da embaixada em Ottawa reverteu a determinação do escritório de Nova Déli com o seguinte esclarecimento: "pedir aos solicitantes que providenciem um sobrenome em adição a Singh ou Kaur tem sido uma prática administrativa de nosso setor de vistos em Nova Déli como forma de melhorar o serviço e redução da incidência de confusões de identificação. Este não era um requerimento obrigatório. Não há política ou prática pela qual pessoas com estes sobrenomes sejam pedidas para mudar seus sobrenomes, de modo que as cartas enviadas aos solicitantes siques em Déli fizeram mau uso das palavras."